# 瀬島
瀬島（せしま）は熊本県上天草市にある島である。

## 概要
昭和30年代には15人ほどの人口を抱えており、ミカンの栽培やクルマエビの養殖が主要な産業だった。現在は無人島。